# 圣伯多禄广场 (卡昂)
圣伯多禄广场（Place Saint-Pierre）是法国诺曼底首府卡昂老城区核心的一个广场。它得名于圣伯多禄教堂。它是城市的历史心脏和公共交通系统（电车，公共汽车...）的主要枢纽之一。1路、2路、3路、4路、5路、7路、8路、9路、10路、11路、14路、18路、19路、 20路、21路、25路汇集于此。
圣伯多禄堂是该市的主要教堂。亨利四世公开放弃新教信仰，结束法国宗教战争，该堂唱起“感恩赞”，所有民事和宗教代表出席，人群充满教堂和周围的街道。
路易十四时期的人口增长和经济繁荣，带动广场的建设。

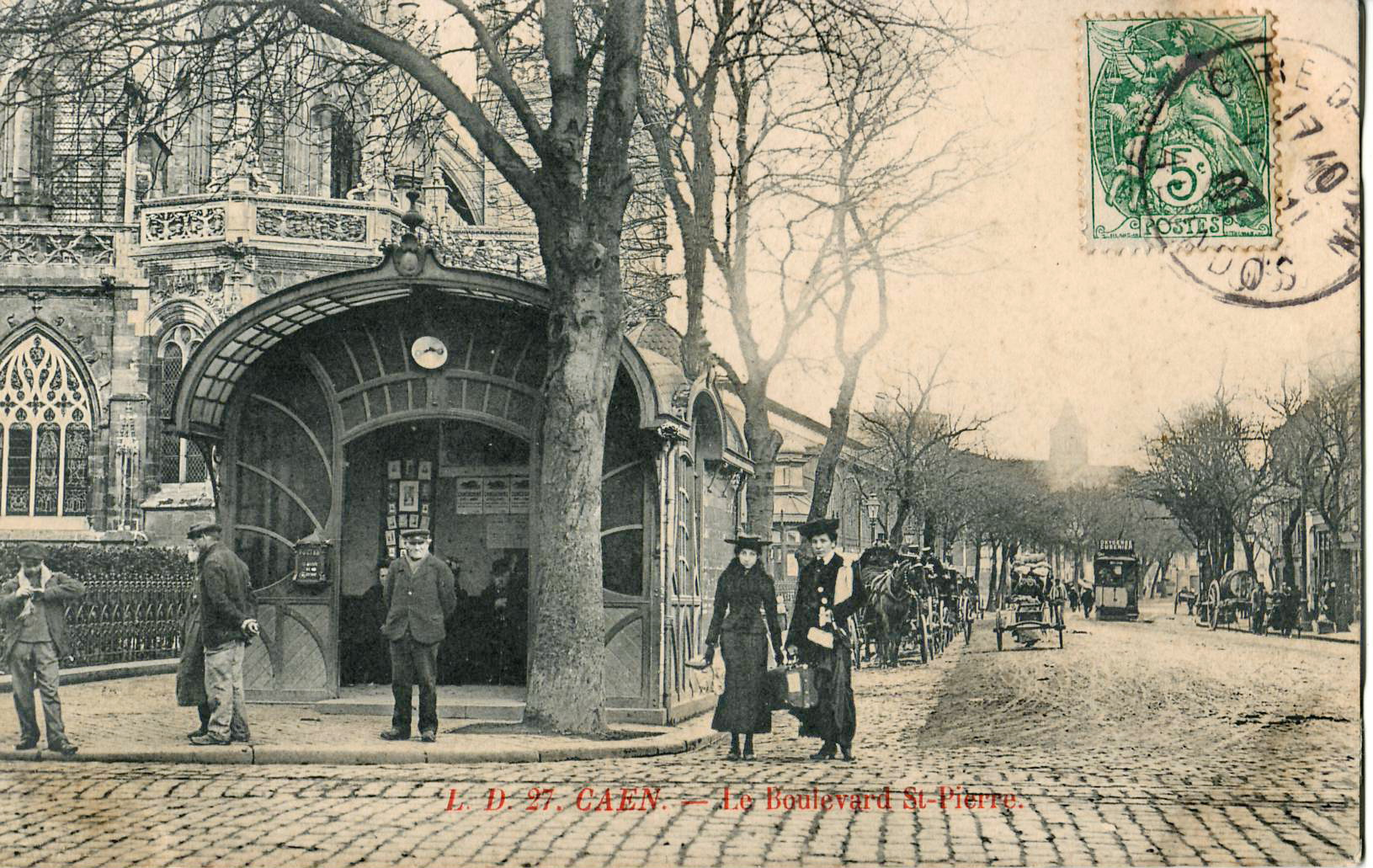
电车站
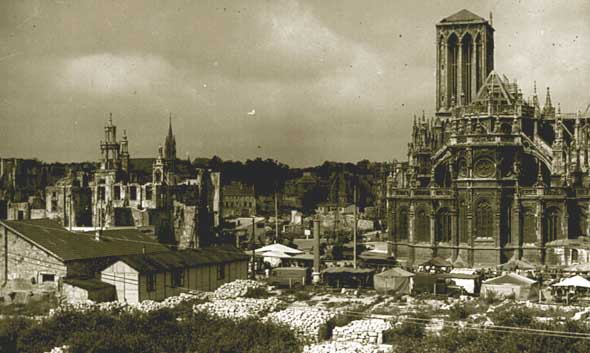
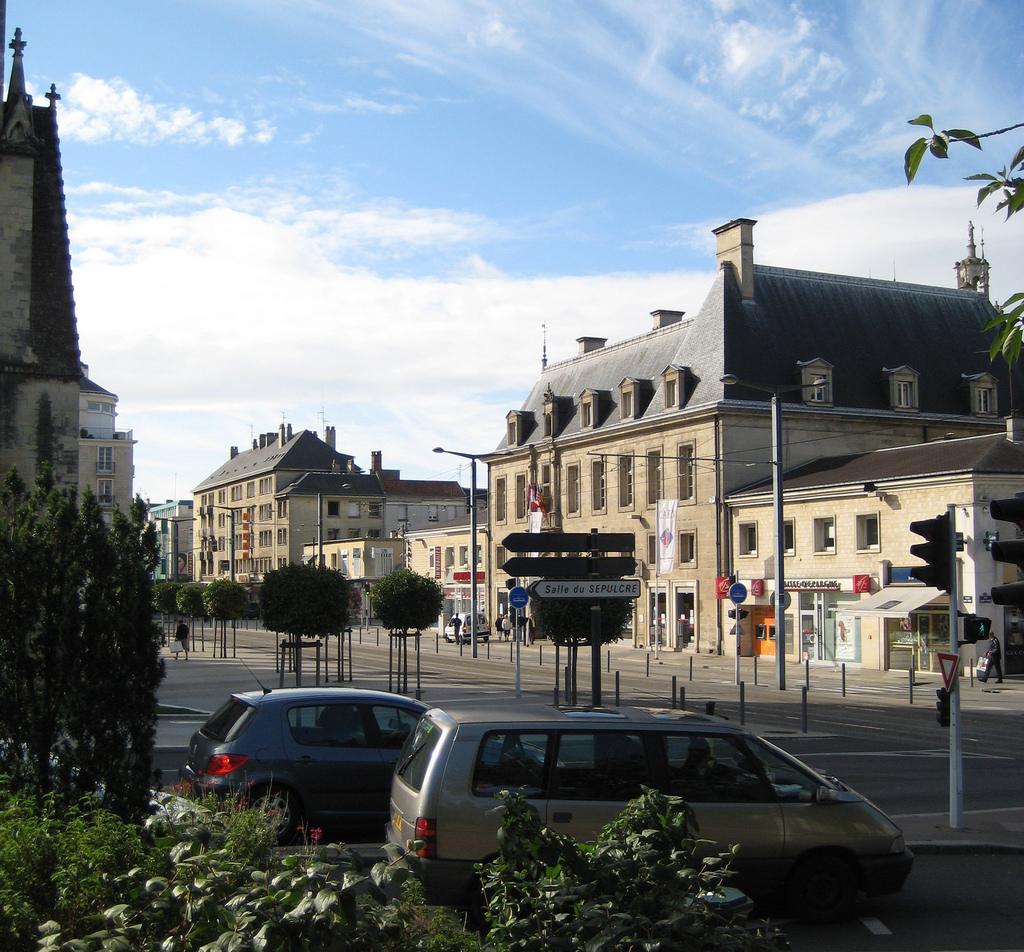
hôtel d'Escoville